# Фантенберг, Оскар
Оскар Фантенберг (швед. Oscar Fantenberg; род. 7 октября 1991, Юнгбю) — шведский хоккеист, защитник клуба «Линчёпинг» и сборной Швеции. 
Сын хоккеиста Лейфа Фантенберга, младший брат Виктора Фантенберга.

## Биография
Оскар Фантенберг — воспитанник хоккейного клуба «Троя-Юнгбю». В сезоне 2009/10 дебютировал в высшей лиге Швеции за клуб ХВ71. Провёл в клубе 5 лет.
В 2014 году подписал контракт с клубом «Фрёлунда», в составе которого стал чемпионом Швеции и победителем хоккейной Лиги чемпионов.
В сезоне 2016/27 выступал за российский клуб «Сочи».
4 мая 2017 года перешел в клуб НХЛ «Лос-Анджелес Кингз». Позднее выступал за «Калгари Флэймз» и «Ванкувер Кэнакс». Всего в регулярных сезонах НХЛ провёл 124 матча и набрал 19 очков (5+14). В плей-офф сыграл 23 матча и набрал одно очко (0+1).
В сезонах 2020/21 и 2021/22 выступал за СКА из Санкт-Петербурга. В регулярных сезонах сыграл 70 матчей и набрал 12 очков (0+12). В плей-офф сыграл 27 матчей и набрал 6 очков (1+5).
24 мая 2022 года 30-летний Фантенберг подписал контракт со шведским клубом «Линчёпинг».
За шведскую национальную команду впервые сыграл на чемпионате мира 2016 года. На Олимпийских играх 2022 года сыграл шесть матчей (шведы заняли четвёртое место).